# 阿部正太郎

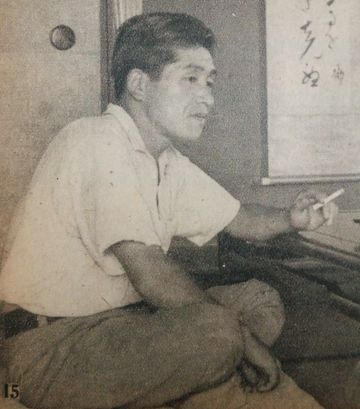
1947年の阿部正太郎

阿部 正太郎（あべ しょうたろう、1913年3月19日 - 1978年8月10日）は、日本競馬会、国営競馬、日本中央競馬会の騎手、調教師。

## 来歴
12歳で横浜市に出て印刷工見習となったが、16歳となった1929年4月1日に目黒競馬場所属の田中和一郎調教師に入門。4年間の修業を経て1933年に騎手免許を取得した。その年の6月4日の春季新潟競馬初日第1競走でイワタカに騎乗し、初騎乗初勝利を達成した。
1939年には、東京優駿競走にクモハタで出走、8番人気ながら勝利して、配当金は払い戻し上限の200円を付けた。その後も、1941年の中山四歳牝馬特別（のちの桜花賞）をブランドソール、1943年の帝室御賞典（春）をグランドライトで勝つなどして、一流騎手の座を獲得した。競馬開催中止期間中も、能力検定競走となった競馬で騎乗を続けている。
戦後も田中厩舎で主戦騎手として活躍。同厩舎には菊池寛や吉川英治、永田雅一などの有力馬主が数多く馬を預けていた事もあって、彼等の持ち馬に騎乗する事が多かった。1951年のクラシック戦線では、厩舎の一番馬だったトキノミノルには一度も騎乗する事は無かったが、キヨフジで優駿牝馬を制している。
1956年の東京優駿で、吉川の持ち馬であったエンメイに騎乗したが、発走直後に他馬に挟まれる形で落馬、重傷を負った（エンメイは予後不良となった）。怪我の程度は重く、騎手への復帰は困難と診断された事から、阿部はそのまま騎手を引退して調教師へ転進した。
1957年に厩舎を開業。当初は僅か所属3頭での出発であったが、すぐに所属馬は増加し、それに伴って調教師成績を向上していった。また、一旦騎手への道を諦めた加賀武見に再び騎手になる事を勧め、1960年に自厩舎所属騎手としてデビューさせた。加賀は後に阿部の長女と結婚している。
1977年には、長男で、厩舎の調教助手を務めていた新生が調教師免許を取得、1978年3月に独立して厩舎を開業したが、それと入れ替わる様に同年8月10日に死去した。65歳没。

## 通算成績（騎手時代・日本競馬会時代の成績を含む）
| 1着 | 2着 | 3着 | 4着以下 | 騎乗回数 | 勝率 | 連対率 |
| --- | --- | --- | ------- | -------- | ---- | ------ |
| 431 | 377 | 330 | 1,231   | 2,360    | .183 | .342   |

### 重賞勝利
- クモハタ（東京優駿競走（1939年））
- ブランドソール（中山四歳牝馬特別（1941年））
- シーラス（目黒記念（秋）（1941年））
- グランドライト（帝室御賞典（春）（1943年））
- キヨフジ（優駿牝馬（1951年））
- チエリオ（スプリングステークス、中山4歳ステークス、クイーンステークス、東京牝馬特別（1953年）、中山記念（1954年））
- ヒデホマレ（中山特別（1954年））

## 通算成績（調教師時代）
| 1着 | 2着 | 3着 | 4着以下 | 出走回数 | 勝率 | 連対率 |
| --- | --- | --- | ------- | -------- | ---- | ------ |
| 589 | 486 | 450 | 2,518   | 4,043    | .146 | .266   |

### 代表管理馬
- カネチカラ（金杯（東）、ダイヤモンドステークス（1960年））
- クニハヤ（中山大障害（春）（1961年））
- アサリュウ（目黒記念（春）（1963年））
- メジロマンゲツ（京成杯（1965年））
- パラデイン（愛知杯 （1966年））
- グローブターフ（愛知杯（1969年））
- ハセタカラ（中山大障害（春（1970年））
- マスミノル（東京新聞杯（1970年））
- ベルワイド（セントライト記念（1971年）、天皇賞（春）（1972年）、目黒記念（秋）（1973年））
- ダッシュリュー（福島記念（1971年））
- マスヒロ（中山大障害（秋）（1972年））
- クリユタカ（中山大障害（秋）（1973年））
- トウショウロック（ステイヤーズステークス（1975年）、ダイヤモンドステークス（1977年））
- ソーウンムサシ（函館3歳ステークス（1976年））

## 主な厩舎所属者
※太字は門下生。括弧内は厩舎所属期間と所属中の職分。
- 新関力（1958年 - 1959年 騎手）
- 加賀武見（1960年 - 1970年、1970年 - 1978年 騎手）
- 矢野照正（1962年 - 1974年 騎手）
- 関口健太郎（1963年 - 1975年 騎手）
- 法理弘（1964年 - 1978年 騎手）
- 阿部新生（1967年 - 1977年 調教助手）
- 成島英春（1970年 騎手）
- 成島正規（1971年 - 1978年 騎手）

## エピソード
阿部の子供の名付け親は、当時田中厩舎に出入りしていた作家であった。長女（加賀の妻）と長男（阿部新生調教師）は菊池が名付け親で、次男は吉川が命名したと言う。